# Newspaper-Cup
Der Newspaper-Cup (englisch Newspaper Cup) ist ein seit 2001 ausgetragener Pokalwettbewerb für namibische Fußballmannschaften.  Spielberechtigt ist jeweils eine Auswahlmannschaft der 14 Regionen von Namibia. 2018 wurde das Turnier erstmals um einen Netball-Wettbewerb der Regionen erweitert. Das Turnier findet traditionell am Osterwochenende statt, 2022 erstmals hingegen im August.

## Preisgelder

### Seit 2013
Es werden Preisgelder für die ersten vier Plätze ausgeschüttet. 2013 erhielt der Sieger N$ 20.000, der Zweitplatzierte N$ 10.000 sowie der Dritte und Vierte jeweils N$ 5000.

### Bis 2013
Es werden Preisgelder für die vier bestplatzierten Mannschaften sowie die beste Mannschaft der Verlierer-Gruppe ausgeschüttet. 2011 erhält der Gewinner N$ 18.300, der Zweitplatzierte N$ 10.000, die Halbfinalisten jeweils N$ 8000 und der Gewinner der Verlierer-Gruppe N$ 4000. Zudem erhält der fairste Spieler N$ 2100. Der beste Spieler des Turniers, der beste Schiedsrichter, Torhüter sowie Torschützenkönig erhalten jeweils N$ 1000.

## Modus
Beim Newspaper-Cup treten jährlich im April U20-Auswahlmannschaften der 13 Regionen von Namibia gegeneinander an. Der Wettbewerb findet zentral an einem Wochenende jeweils in einer der Regionen statt, die sich um die Austragung bewerben müssen.

### Seit 2013
Mit dem Turnier 2013 in der Region Otjozondjupa (Otjiwarongo) wurde der Turniermodus auf das Round-Robin-System umgestellt. Mannschaften treten in drei Gruppen (zwei zu vier, eine zu fünf Mannschaften) gegen jeden anderen der Gruppe an. Die Gruppenersten der Gruppen A und B sowie die zwei besten der fünfer-Gruppe C ziehen ins Halbfinale ein. Hier wird im K.-o.-System gespielt.

### Bis 2013
Es wurde im K.-o.-System gespielt. Der Titelverteidiger erhielt automatisch ein Freilos für die Vorrunde.

#### Vorrunde
- Spiel 1: Mannschaft A vs. Mannschaft B
- Spiel 2: Mannschaft C vs. Mannschaft D
- Spiel 3: Mannschaft E vs. Mannschaft F
- Spiel 4: Mannschaft G vs. Mannschaft H
- Spiel 5: Mannschaft I vs. Mannschaft J
- Spiel 6: Mannschaft K vs. Mannschaft L

#### Verlierer
- Verlierer-Gruppe – Viertelfinale
  - Spiel 7: Verlierer Spiel 1 vs. Verlierer Spiel 2
  - Spiel 8: Verlierer Spiel 3 vs. Verlierer Spiel 4
  - Spiel 9: Verlierer Spiel 5 vs. Verlierer Spiel 6
- Verlierer-Gruppe – Halbfinale
  - Spiel 13: Verlierer Spiel 7 vs. Verlierer Spiel 8
  - Spiel 14: Verlierer Spiel 9 vs. Verlierer aus Spiel 10 der Sieger-Gruppe
- Verlierer-Gruppe – Finale
  - Spiel 17: Verlierer Spiel 13 vs. Verlierer Spiel 14

Der Gewinner von Spiel 17 ist der Sieger der Verlierer-Gruppe.

#### Sieger
- Sieger-Gruppe – Viertelfinale
  - Spiel 10: Titelverteidiger vs. Sieger Spiel 1
  - Spiel 11: Sieger Spiel 2 vs. Sieger Spiel 3
  - Spiel 12: Sieger Spiel 4 vs. Sieger Spiel 5
- Sieger-Gruppe – Halbfinale
  - Spiel 15: Sieger Spiel 6 vs. Sieger Spiel 10
  - Spiel 16: Sieger Spiel 11 vs. Sieger Spiel 12
- Sieger-Gruppe – Finale
  - Spiel 18: Sieger Spiel 15 vs. Sieger Spiel 16

Der Gewinner von Spiel 18 ist der Sieger des Newspaper-Cup.

## Übersicht der Finals

### Seit 2013
Anmerkung: Anzahl Titel in Klammern

Quelle: Namibia - List of Cup Winners, auf rsssf.org
| Jahr | Ausrichter                 | Sieger                                             | Ergebnis                                           | Finalist                                           | 3. Platz                                           | Ergebnis                                           | 4. Platz                                           |
| ---- | -------------------------- | -------------------------------------------------- | -------------------------------------------------- | -------------------------------------------------- | -------------------------------------------------- | -------------------------------------------------- | -------------------------------------------------- |
| 2013 | Otjiwarongo (Otjozondjupa) | Otjozondjupa (2)                                   | 1:0                                                | Omaheke                                            | Khomas                                             | 4:0                                                | Erongo                                             |
| 2014 | Tsumeb (Oshikoto)          | Kavango (1)                                        | 2:1                                                | Oshana                                             | Oshikoto                                           | 5:4 n. E. (2:2)                                    | Otjozondjupa                                       |
| 2015 | Outjo (Kunene)             | Omusati (1)                                        | 4:2 i. E. (1:1)                                    | Oshikoto                                           | Kavango-Ost                                        | 3:2                                                | Oshana                                             |
| 2016 | Rundu (Kavango-Ost)        | Oshana (1)                                         | 2:0                                                | Khomas                                             |                                                    |                                                    |                                                    |
| 2017 | Swakopmund (Erongo)        | Otjozondjupa (3)                                   | 2:1                                                | Erongo                                             | Hardap                                             | 1:0                                                | Khomas                                             |
| 2018 | Katima Mulilo (Sambesi)    | Omaheke (4)                                        | 1:0                                                | Kavango-Ost                                        | Oshikoto                                           | 7:6 n E.                                           | Otjozondjupa                                       |
| 2019 | Mariental (Hardap)         | ǁKaras (1)                                         | 2:1                                                | Otjozondjupa                                       | Khomas                                             | 4:1                                                | Omaheke                                            |
| 2020 | Oshakati (Oshana)          | aufgrund der COVID-19-Pandemie in Namibia abgesagt | aufgrund der COVID-19-Pandemie in Namibia abgesagt | aufgrund der COVID-19-Pandemie in Namibia abgesagt | aufgrund der COVID-19-Pandemie in Namibia abgesagt | aufgrund der COVID-19-Pandemie in Namibia abgesagt | aufgrund der COVID-19-Pandemie in Namibia abgesagt |
| 2021 | Oshakati (Oshana)          | aufgrund der COVID-19-Pandemie in Namibia abgesagt | aufgrund der COVID-19-Pandemie in Namibia abgesagt | aufgrund der COVID-19-Pandemie in Namibia abgesagt | aufgrund der COVID-19-Pandemie in Namibia abgesagt | aufgrund der COVID-19-Pandemie in Namibia abgesagt | aufgrund der COVID-19-Pandemie in Namibia abgesagt |
| 2022 | Oshakati (Oshana)          | Sambesi (1)                                        | 2:1                                                | Kavango-Ost                                        | Ohangwena                                          | 1:0                                                | Khomas                                             |
| 2023 | Otjiwarongo (Otjozondjupa) | Kavango-West (1)                                   | 2:0                                                | Otjozondjupa                                       | Oshana                                             | 2:1                                                | Hardap                                             |
| 2024 | Gobabis (Omaheke)          | Omusati (2)                                        | 3:1 n. E. (0:0)                                    | Kavango-Ost                                        | Omaheke                                            | 5:4 i. E. (1:1)                                    | Oshikoto                                           |
| 2025 | Outjo (Kunene)             | Kunene (1)                                         | 2:0 (1:0)                                          | Kavango-West                                       | Oshana                                             | 3:1 (?:?)                                          | ǁKaras                                             |

### Bis 2013
Anmerkung: Anzahl Titel in Klammern

Quelle: Namibia - List of Cup Winners, auf rsssf.org
| Jahr | Ausrichter                 | Sieger Sieger Verlierergruppe | Ergebnis Ergebnis Verlierergruppe | Finalist Finalist Verlierergruppe |
| ---- | -------------------------- | ----------------------------- | --------------------------------- | --------------------------------- |
| 2001 | Windhoek (Khomas)          | Omaheke (1)                   | 3:1                               | Otjozondjupa                      |
| 2002 | Otjiwarongo (Otjozondjupa) | Omaheke (2)                   | 3:2                               | Oshikoto                          |
| 2003 | Gobabis (Omaheke)          | Khomas (1)                    | 4:1                               | Oshana                            |
| 2004 | Oshakati (Oshana)          | Khomas (2)                    | 4:1                               | Hardap                            |
| 2005 | Mariental (Hardap)         | Otjozondjupa (1)              | 1:0                               | Hardap                            |
| 2006 | Walvis Bay (Erongo)        | Hardap (1)                    | 4:3 i. E. (2:2)                   | ǁKharasKlicklaut                  |
| 2007 | Keetmanshoop (ǁKharas)     | Oshana (1)                    | 2:1                               | Khomas                            |
| 2008 | nicht ausgetragen          | nicht ausgetragen             | nicht ausgetragen                 | nicht ausgetragen                 |
| 2009 | Windhoek (Khomas)          | Omaheke (3) Omusati           | 2:1 4:2                           | Khomas Oshikoto                   |
| 2010 | Windhoek (Khomas)          | Khomas (3) Erongo             | 5:2 2:0                           | Ohangwena Otjozondjupa            |
| 2011 | Gobabis (Omaheke)          | Khomas (4) Ohangwena          | 1:0 4:3                           | ǁKharas Hardap                    |
| 2012 | Keetmanshoop (ǁKharas)     | Erongo (1) Otjozondjupa       | 2:0 6:3 n. E.                     | Oshana Omusati                    |

## Netball
Sieger des seit 2018 parallel ausgetragenen Netballturniers waren:
- 2023: Khomas
- 2024: Khomas 47:25 Oshana
- 2025: Kavango-Ost 40:21 Omaheke